# Noachis Terra

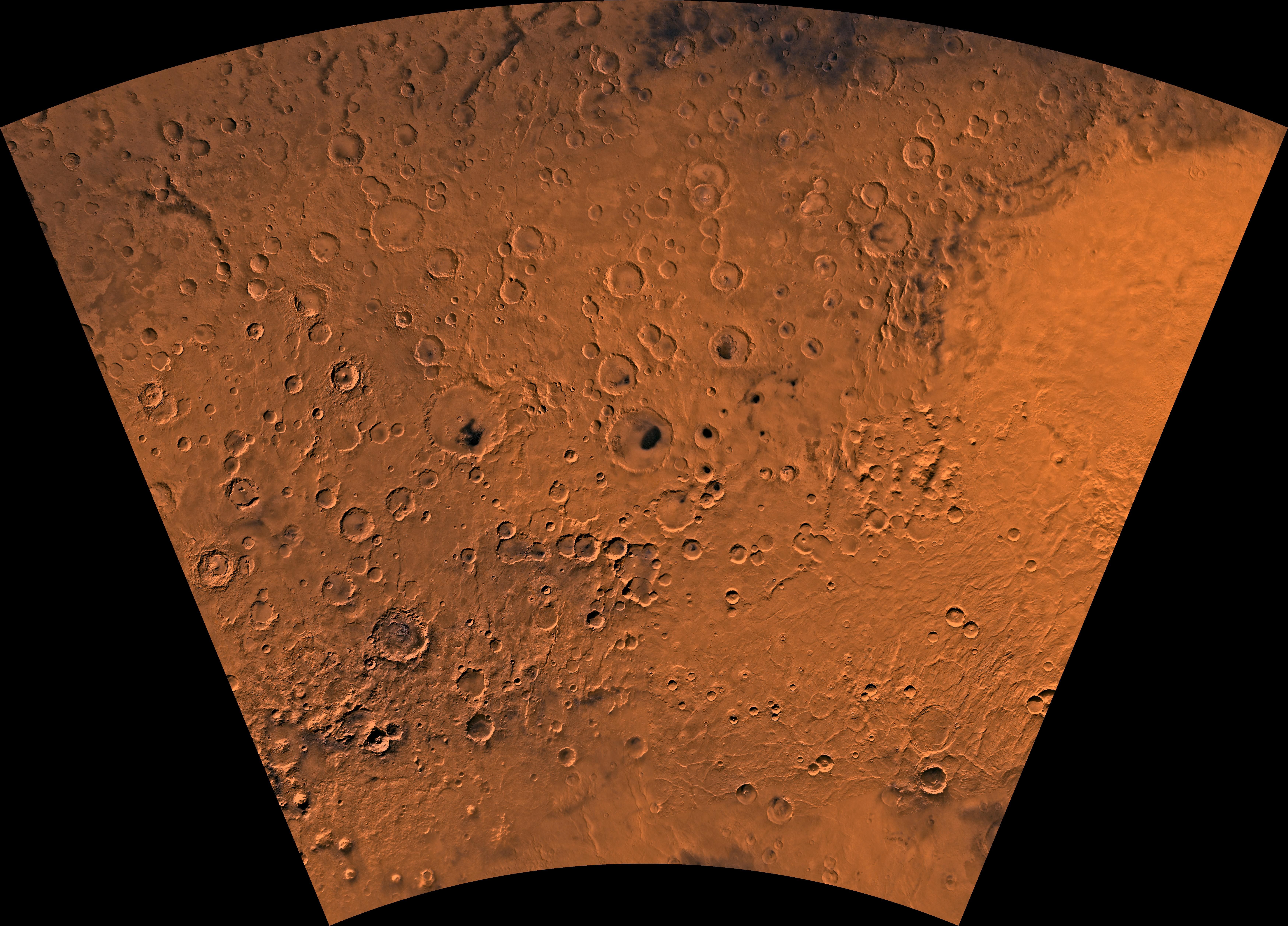
Obszar Noachis Terra

Noachis Terra (łac. Ziemia Noego) – duża marsjańska równina. Znajduje się na zachód od krateru uderzeniowego Hellas Planitia. Obszar ten ma średnicę 5519,45 km a rozciąga się od −2,53° szerokości północnej do −83,6° szerokości południowej oraz 74,61° długości wschodniej do -59,96° długości zachodniej. Centrum Noachis Terra znajduje się na ♂ 50,41°S 5,16°W/-50,410000 -5,160000. Od nazwy tego regionu wziął nazwę okres noachijski w historii geologicznej Marsa, w którym uformowała się ta równina.
Na obszarze tym znajduje się pięć dużych kraterów uderzeniowych (Greene, Darwin, Lohse, Kaiser, Proctor), których średnica mieści się pomiędzy 100 a 200 km.
Decyzją Międzynarodowej Unii Astronomicznej w 1979 roku obszar ten został nazwany od postaci biblijnego Noego.